# Агафоник (Николаидис)
Епи́скоп Агафо́ник Николаи́дис (греч. Επίσκοπος Αγαθόνικος Νικολαΐδης; 1964, Янница, ном Пелла, Греция) — епископ Александрийской православной церкви, епископ Арушский и Центрально-Танзанийский.

## Биография
Окончил педагогическую академию в городе Флорина (Греция) и богословский факультет Университета Аристотеля в Салониках.
В 1986 году принял монашество в монастыре святого Дионисия на горе Олимп.
В 2001 году был рукоположен во иеродиакона, а в 2003 году — во иеромонаха. Служил проповедником во Флоринской и Китрской митрополиях.
С 2004 по 2011 год проходил различные миссионерские послушания в Африке. Войдя в клир Александрийской православной церкви был назначен протосингелом Дар-эс-Саламской епархии, где организовал семинары по профилактике СПИДа и записывал пациентов для оказания медицинской и финансовой помощи. Кроме родного греческого владеет английским и суахили.
В декабре 2013 года был определён ректором Александрийской духовной семинарии святого Афанасия Великого, а также секретарём Патриаршей канцелярии.
17 ноября 2016 года решением Синода был единогласно избран епископом новоучреждённой Арушской епархии.
11 декабря того же года в александрийском патриаршем храме святого Саввы состоялась его епископская хиротония, которую совершили Папа и Патриарх Александрийский и всей Африки Феодор II, митрополит Милетский Апостол (Вулгарис), митрополит Китрский и Катеринский Георгий (Хрисостому), митрополит Новокринийский Иустин (Бардакас), митрополит Иринопольский Димитрий (Захаренгас), митрополит Пелусийский Нифон (Цаварис), митрополит Аккрский Наркисс (Гаммох) и митрополит Карфагенский Мелетий (Куманис).
30 апреля 2017 года в Церкви святого Димитрия в греческой общине Ирига по окончании литургии состоялась интронизация епископа Агафоника, которую возглавил митрополит Иринопльский Димитрий (Захаренгас), который зачитал приветствие Патриарха Феодора II и обратился к возводимому на престол епископа.